# Andy McDevitt
Pour les articles homonymes, voir McDevitt.
Andy McDevitt est un saxophoniste et clarinettiste de jazz britannique né en 1912.